# 데이비드 크로스
데이비드 크로스(영어: David Cross, 1964년 4월 4일~)는 미국의 배우, 스탠드업 코미디언이다.

## 출연 작품
- 무서운 영화2 - 드라이트 하트먼
- 그랜드 테프트 오토: 산 안드레아스(게임) - 제로
- 앨빈과 슈퍼밴드 - 이안 호크
- 쿵푸팬더 - 크레인
- 쿵푸팬더 2 - 크레인
- 쿵푸 팬더 3 - 크레인
- 데이비드 크로스 - 미합중국 위대함 되찾기 프로젝트
- 더 포스트 - 호와드 시몬스
- 쏘리 투 보더 유
- 넥스트 젠